# Beverly Hills, 90210 (seria 1)
Pierwsza seria amerykańskiego serialu telewizyjnego dla młodzieży; jeden z największych telewizyjnych hitów dla nastolatków, który zyskał miano kultowego i niepowtarzalnego w swojej klasie. Producentem serialu był Aaron Spelling.
Serial przedstawiał szkolne, a następnie uniwersyteckie i domowe perypetie bliźniąt Brendy i Brandona Walshów, którzy pewnego dnia musieli opuścić rodzinną Minnesotę i przeprowadzić się do Kalifornii, gdzie w Beverly Hills ojciec otrzymał nową pracę.

## Obsada
W pierwszej serii serialu w głównych rolach zasiada 11 gwiazd. Shannen Doherty grała Brendę Walsh, siostrę bliźniaczkę Brandona Walsh, w którego wcielił się Jason Priestley. Jennie Garth grała Kelly Taylor, przyjaciółkę Brendy Walsh. Ian Ziering wcielił się w byłego chłopaka Kelly Taylor, a Tori Spelling grała Donnę Martin, jedną z najlepszych przyjaciółek Kelly. Brian Austin Green grał Davida Silvera, a Douglas Emerson grał jego przyjaciela - Scotta. Gabrielle Carteris wcieliła się w Andrea'e Zuckerman, przyjaciółkę Brandona. Luke Perry grał Dylana McKay - nowego przyjaciela Brandona i później wieczną miłość Brendy. Carol Potter i James Eckhouse grali rodziców Walsh: Cindy i Jima Walshów.

### Główna
- Jason Priestley jako Brandon Walsh (22 odcinki)
- Shannen Doherty jako Brenda Walsh (22 odcinki)
- Jennie Garth jako Kelly Taylor (22 odcinki)
- Ian Ziering jako Steve Sanders (20 odcinków)
- Gabrielle Carteris jako Andrea Zuckerman (20 odcinków)
- Luke Perry jako Dylan McKay (16 odcinków)
- Brian Austin Green jako David Silver (18 odcinków)
- Douglas Emerson jako Scott Scanlon (14 odcinków)
- Tori Spelling jako Donna Martin (20 odcinków)
- Carol Potter jako Cindy Walsh (22 odcinki)
- James Eckhouse jako Jim Walsh (20 odcinków)

### Drugoplanowa
- Joe E. Tata jako Nat Bussichio (10 odcinków)

## Opisy odcinków
| № | #  | Tytuł                                        | Reżyseria                 | Scenariusz                      | Premiera             | Premiera w Polsce                                                       |
| --- | -- | -------------------------------------------- | ------------------------- | ------------------------------- | -------------------- | ----------------------------------------------------------------------- |
| 1 | 1  | Class of Beverly Hills: Part 1-2 (Część 1-2) | Tim Hunter                | Darren Star                     | 4 października 1990  | 26 lutego 1994 (TVP1) 10 września 1995 (TVP2) 6 października 1997 (TVN) |
| Po przeprowadzce z Minnesoty bliźnięta Brandon i Brenda rozpoczynają naukę w ekskluzywnym liceum West Beverly High. Brandon dołącza do zespołu szkolnej gazety. Tam poznaje inteligentną redaktorkę, Andreę Zuckerman. Brenda nieoczekiwanie zaprzyjaźnia się ze snobistyczną Kelly. Wydarzeniem towarzyskim sezonu jest impreza u Marianne. Davidowi i Scottowi udaje się podstępem wejść na przyjęcie. Na przyjęciu Brandon poznaje Marianne, która jak się okazuje jest gospodynią tej imprezy. Pijanego Stevena odwozi jego samochodem nie posiadający jeszcze prawa jazdy David, który po dojechaniu do domu zostawia samochód na luzie. Auto stacza się do tyłu. Brandon po spotkaniu z Marianne daje do zrozumienia kolegom, że się z nią kochał. Plotka rozchodzi się błyskawicznie. Andrea jest rozczarowana. Chłopak w końcu przyznaje na antenie szkolnej radiostacji, że nie spał z Marianne. Chcąc wyjaśnić wszystko Andrei, jedzie za nią do jej domu i odkrywa, że przyjaciółka mieszka poza rejonem, z którego mogą rekrutować się uczniowie West Beverly High. Znajomość Brendy z młodym prawnikiem, poznanym podczas wypadu do klubu nocnego, zaczyna odbijać się na jej wynikach w nauce i relacjach z rodziną. Brenda wyznaje mu, że okłamała go, czym ten zdenerwowany odwozi ją do domu i kończą swoją znajomość. |    |                                              |                           |                                 |                      |                                                                         |
| 2 | 2  | The Green Room                               | Michael Uno               | David Stenn                     | 11 października 1990 | 5 marca 1994 (TVP1) 17 września 1995 (TVP2)                             |
| Brandon poznaje Dylana McKaya, tajemniczego samotnika, który obronił Scotta przed dokuczającymi mu kolegami ze szkoły. Dylan zabiera Brandona na surfing i przedstawia go przyjaciołom. Wśród nich jest młoda kobieta, Sarah, której koledzy Dylana nie traktują zbyt dobrze. Gdy Dylan włamuje się do pokoju hotelowego, cierpliwość Brandona się kończy. Chłopak przyznaje się, że mieszka w hotelu i tylko udawał przed znajomymi, że się do niego włamuje. Sarah omal nie tonie, gdy surfuje, będąc pod wpływem alkoholu, jednak Brandon i Brenda ratują dziewczynę i zostają bohaterami. Notatka: Pierwszy odcinek z udziałem Luke'a Perry'ego jako Dylan McKay. |    |                                              |                           |                                 |                      |                                                                         |
| 3 | 3  | Every Dream Has Its Price (Tag)              | Gross Adams               | Amy Spies                       | 18 października 1990 | 12 marca 1994 (TVP1) 24 września 1995 (TVP2)                            |
| Kelly i jej najlepsza przyjaciółka z gimnazjum, Tiffany, zabierają Brendę na zakupy. Brenda marzy o dorównaniu wyglądem koleżankom, ale nie stać jej na rzeczy z najdroższych butików. Zaczyna myśleć o kradzieży. Nie wie, że Tiffany ma zwyczaj podkradania rzeczy w sklepach i że ukryła ostatnie łupy w jej pokoju. Obie dziewczyny zostają aresztowane. Tiffany przyznaje się do winy, oczyszczając Brendę z zarzutów. Brandon zatrudnia się w modnej restauracji. Gdy dowiaduje się, że szef gorzej opłaca pracowników o innym kolorze skóry, zwalnia się. |    |                                              |                           |                                 |                      |                                                                         |
| 4 | 4  | The First Time                               | Bethany Rooney Hillshafer | Darren Star                     | 25 października 1990 | 19 marca 1994 (TVP1) 1 października 1995 (TVP2)                         |
| Jim namawia Brandona, by dołączył do szkolnej drużyny koszykówki. Steve, który nie został przyjęty do zespołu, jest bardzo rozgoryczony. Opowiada Brandonowi, że kilku graczy wywodzi się spoza rejonu tej szkoły. Zostali jednak przyjęci tylko dlatego, żeby wzmocnić drużynę. Brendan prosi Andreę o przeprowadzenie śledztwa w tej sprawie. Dziewczyna odkrywa, że kandydat, z którym Brandon konkuruje o ostatni wakat w drużynie, rzeczywiście nie jest uczniem ich szkoły. Brenda zapisuje się na naukę jazdy, niezrażona tym, że w Minneapolis trzykrotnie oblała egzamin. Kelly nie ma możliwości powrotu do domu po koncercie i prosi Brendę o pomoc. Ta bez pytania pożycza samochód brata. |    |                                              |                           |                                 |                      |                                                                         |
| 5 | 5  | One on One                                   | Artie Mandelberg          | Charles Rosin                   | 1 listopada 1990     | 26 marca 1994 (TVP1) 8 października 1995 (TVP2)                         |
| Z Minneapolis przyjeżdża była dziewczyna Brandona, Sheryl, i zatrzymuje się u Walshów na weekend. Zaniepokojona Cindy prosi Jima, aby odbył z synem męską rozmowę. Jednak Sheryl udaje się spędzić noc w pokoju Brandona, zanim Jim zdąży z nim porozmawiać. Okazuje się, że dziewczyna ma obsesję na punkcie bogactwa i bardzo podoba jej się Dylan, ponieważ posiada porsche. Brandon dowiaduje się od Dylana, że nie jest jedynym chłopakiem, z którym sypia Sheryl. Brenda dorabia do kieszonkowego jako opiekunka do dzieci przystojnego nauczyciela matematyki. |    |                                              |                           |                                 |                      |                                                                         |
| 6 | 6  | Higher Education                             | Artie Mandelberg          | Jordan Budde                    | 15 listopada 1990    | 2 kwietnia 1994 (TVP1) 15 października 1995 (TVP2)                      |
| Brandon dostaje niską ocenę z historii. Okazuje się, że nauczyciel wystawia złe oceny większości uczniów niezależnie od ich wyników w nauce. Steve z każdego testu ma najwyższe noty, ponieważ przed egzaminami dostaje ich kopie. Czując presję ze strony ojca, Brandon ściąga na teście. Andrea jest tym oburzona. Steve proponuje Brandonowi kopię testu semestralnego. Brenda chce przefarbować włosy na blond, aby zrobić wrażenie na Dylanie. Efekt jest jednak odwrotny. Dylan zabiera zrozpaczoną Brendę do stylisty, który ratuje jej fryzurę. |    |                                              |                           |                                 |                      |                                                                         |
| 7 | 7  | Perfect Mom                                  | Bethany Rooney Hillshafer | Darren Star                     | 22 listopada 1990    | 9 kwietnia 1994 (TVP1) 22 października 1995 (TVP2)                      |
| Brenda jest oczarowana nowoczesną i szykowną mamą Kelly, Jackie – byłą modelką. Kelly mówi, że jej matka nie jest tak wspaniała, jak Brendzie się wydaje. Jackie niedawno wyszła z nałogu alkoholowego, a znów zaczyna sięgać po alkohol po rozstaniu z ostatnim chłopakiem. Cindy czuje się dotknięta, gdy Brenda nie zaprasza jej od razu na pokaz mody matek i córek. Ostatecznie idą razem z Andreą. Jackie prowadzi pokaz po zażyciu kokainy. Kelly jest zażenowana. Uświadamia matce, że musi się zgłosić na terapię. David oddaje Kelly film z pokazu. |    |                                              |                           |                                 |                      |                                                                         |
| 8 | 8  | The 17 Year Itch                             | Jefferson Kibbee          | Amy Spies                       | 29 listopada 1990    | 16 kwietnia 1994 (TVP1) 29 października 1995 (TVP2)                     |
| Cindy spotyka swojego dawnego chłopaka z college'u Glena, który prowadzi artystyczny styl życia w Venice Beach. Nieoczekiwane spotkanie na chwilę zachwieje jej relacje z Jimem. Tymczasem Brandon i Brenda biorą udział w badaniach nad bliźniakami, przeprowadzonymi na UCLA. Badania koncentrują się na różnicach między bliźniakami, co powoduje, że brat i siostra uświadamiają sobie, jak wiele ich różni oraz doprowadza do ciągłych sprzeczek. David Silver zostaje DJ szkolnego radia- nigdy wcześniej żaden pierwszoklasista z West Beverly Hight nie dostąpił takiego zaszczytu. |    |                                              |                           |                                 |                      |                                                                         |
| 9 | 9  | The Gentle Art of Listening                  | Daniel Attias             | Charles Rosin                   | 6 grudnia 1990       | 23 kwietnia 1994 (TVP1) 5 listopada 1995 (TVP2)                         |
| Brenda zgłasza się na szkolenie dla pracowników młodzieżowego telefonu zaufania, chociaż Andrea kwestionuje jej zaangażowanie. Brenda łamie zasady, odbierając telefon po godzinach. Okazuje się, że dzwoni dziewczyna, która parokrotnie została zgwałcona na randce. Brenda próbuje ustalić jej tożsamość. Brandon jest przekonany, że interesuje się nim masażystka. Jednocześnie chłopak stara się unikać zakochanej w nim pierwszoklasistki. Dziewczyna podoba się Scottowi. |    |                                              |                           |                                 |                      |                                                                         |
| 10 | 10 | Isn’t It Romantic?                           | Nancy Malone              | Karen Rosin                     | 3 stycznia 1991      | 30 kwietnia 1994 (TVP1) 12 listopada 1995 (TVP2)                        |
| Uczucie między Brendą i Dylanem rozwija się. Dziewczyna przypadkowo wpada na niego, gdy wychodzi on spod prysznica. Ponieważ Brandon jest chory i musi zostać w domu, Brenda i Dylan wychodzą tylko we dwoje. Dziewczyna jest świadkiem kłótni chłopaka z ojcem. Gdy próbuje go pocieszyć, ten zaczyna ją całować. Jim jest przeciwny związkowi Brendy z Dylanem, ale ona angażuje się w uczucie coraz bardziej. Na wykładzie poświęconym edukacji seksualnej prowadząca wyznaje, że jest chora na AIDS. Brenda postanawia zwolnić tempo w kontaktach z Dylanem. |    |                                              |                           |                                 |                      |                                                                         |
| 11 | 11 | B.Y.O.B.                                     | Miles Watkins             | Jordan Budde                    | 10 stycznia 1991     | 7 maja 1994 (TVP1) 19 listopada 1995 (TVP2)                             |
| Brenda namawia brata, by razem poszli na imprezę do Donny. Brandon wzbrania się przed alkoholem, ale kiedy Steve przygotowuje drinka, nie protestuje, nie chcąc odstawać od towarzystwa. Jim i Cindy wyjeżdżają na romantyczny weekend do Palm Springs. Podczas ich nieobecności bliźniaki postanawiają urządzić imprezę i obiecują sobie, że będą uważali z alkoholem. Wieść o zabawie błyskawicznie się rozchodzi i wkrótce impreza wymyka się spod kontroli. Brandon upija się i rozbija samochód. Zostaje aresztowany za jazdę po pijanemu. |    |                                              |                           |                                 |                      |                                                                         |
| 12 | 12 | One Man and a Baby                           | Burt Brinckerhoff         | Amy Spies & Darren Star         | 24 stycznia 1991     | 14 maja 1994 (TVP1) 26 listopada 1995 (TVP2)                            |
| Brandon poznaje w przerwie na lunch Melissę Collidge. Dziewczyna jest w ostatniej klasie. Chłopak dowiaduje się, że Melissa ma małego synka, Joeya. Brandon godzi się zająć dzieckiem, gdy dziewczyna będzie miała rozmowę kwalifikacyjną na Harvardzie. Melissa wraca i mówi, że nie wypadła dobrze. Dziewczyna zaczyna martwić się, że nie pogodzi opieki nad dzieckiem ze studiami. Rozmowa z Cindy dodaje jej otuchy. Brenda i Kelly wygrywają w konkursie radiowym lekcje skoków na spadochronie. |    |                                              |                           |                                 |                      |                                                                         |
| 13 | 13 | Slumber Party                                | Charles Braverman         | Story: Darren Star              | 31 stycznia 1991     | 21 maja 1994 (TVP1) 3 grudnia 1995 (TVP2)                               |
| Brenda urządza przyjęcie dla koleżanek. Pojawienie się znajomej Kelly, Amandy, i jej zachowanie omal nie doprowadza do popsucia się relacji między przyjaciółkami. Brandon i Steve wyruszają samochodem tego drugiego na noc pełną przygód. Spotykają dwie atrakcyjne dziewczyny, które obiecują im spełnienie fantazji. Zamiast tego kradną samochód Steve'a i zostawiają chłopaków w niebezpiecznej dzielnicy. |    |                                              |                           |                                 |                      |                                                                         |
| 14 | 14 | East Side Story                              | Daniel Attias             | Carmen Sternwood                | 14 lutego 1991       | 8 października 1994 (TVP1) 10 grudnia 1995 (TVP2)                       |
| Walshowie zgadzają się, aby "siostrzenica" ich gosposi, Carla, podała ich adres, składając podanie do West Beverly High. Brandon zakochuje się w dziewczynie, ale nie rozumie, dlaczego wszyscy są temu niechętni. Carla zdradza mu, że jest świadkiem strzelaniny, w której zginęło 4-letnie dziecko. Musiała zmienić miejsce zamieszkania w oczekiwaniu na proces, w którym ma zeznawać. Carla wraca do własnej rodziny, gdy jeden z zabójców przyznaje się do winy. Cindy organizuje przyjęcie dla nowego klienta Jima, projektanta odzieży sportowej. |    |                                              |                           |                                 |                      |                                                                         |
| 15 | 15 | Palm Springs Weekend                         | Jefferson Kibbee          | Jordan Budde                    | 21 lutego 1991       | 15 października 1994 (TVP1) 17 grudnia 1995 (TVP2)                      |
| David zaprasza Steve'a, Kelly i Donnę do luksusowego domu w Palm Springs należącego do jego dziadków. Okazuje się, że starsze małżeństwo zamiast wybrać się w rejs, zostało w domu. Brenda postanawia spędzić weekend z Dylanem. Nie pamięta jednak nazwy hotelu, w którym chłopak mieszka. Gubi również portfel i zmuszona jest do nocowania w schowku na prześcieradła. Gdy udaje jej się dotrzeć do Dylana, zastaje go z inną dziewczyną. Brandon zaprzyjaźnia się z chłopakiem, który przychodzi do Peach Pit. Okazuje się, że jego rodzina jest bezdomna. |    |                                              |                           |                                 |                      |                                                                         |
| 16 | 16 | Fame is Where You Find It                    | Paul Schneider            | Charles Rosin & Karen Rosin     | 28 lutego 1991       | 22 października 1994 (TVP1) 31 grudnia 1995 (TVP2)                      |
| Brandon jeździ na rolkach w parku, w którym kręcony jest odcinek serialu "Keep It Together". Producenci szukają zastępstwa dla jednego ze statystów, ale aktorka, Lydia Leeds, przekonuje ich, aby Brandon dostał większą rolę. Niebawem okazuje się, że Lydia tylko posłużyła się chłopakiem, aby zmusić odtwórcę głównej roli do powrotu do serialu. Brenda zastępuje Brandona w Peach Pit, ale nie idzie jej zbyt dobrze. Postanawia przeobrazić się w Laverne, zabawną i bezpośrednią kelnerkę, czym oczarowuje klientów. |    |                                              |                           |                                 |                      |                                                                         |
| 17 | 17 | Stand (Up) and Deliver                       | Burt Brinckerhoff         | Amy Spies                       | 7 marca 1991         | 29 października 1994 (TVP1) 7 stycznia 1996 (TVP2)                      |
| Brenda tęskni za dorosłym życiem. Postanawia ukończyć szkołę eksternistycznie i wyprowadza się z domu. Gdy jednak przekonuje się, jak wygląda prawdziwe życie na własną rękę, wraca do rodziców i do szkoły. Brandon decyduje się kandydować na przewodniczącego klasy. Kampania wyborcza powoduje, że chłopak, zabiegając o kolejne głosy, traci z oczu prawdziwe cele. Dopiero Andrea pomaga mu uświadomić sobie, co jest najważniejsze. |    |                                              |                           |                                 |                      |                                                                         |
| 18 | 18 | It’s Only a Test                             | Charles Braverman         | Darren Star                     | 28 marca 1991        | 5 listopada 1994 (TVP1) 14 stycznia 1996 (TVP2)                         |
| Wszyscy przygotowują się do testów, których wyniki w dużym stopniu decydują o szansach dostania się na studia. Przestraszona Andrea szuka pomocy u Steve'a, który chodził na kosztowny kurs przygotowawczy. Wieczór wspólnej nauki kończy się pocałunkami. W efekcie unikają siebie nawzajem przez wiele dni. Aby oderwać się od nauki, Kelly sięga po czasopismo, w którym jest artykuł o badaniu piersi. Brenda wyczuwa u siebie guzek, a wie, że Sheila, siostra Cindy, zmarła na raka piersi. Brenda zapisuje się na badania. |    |                                              |                           |                                 |                      |                                                                         |
| 19 | 19 | April is the Cruelest Month                  | Daniel Attias             | Steve Wasserman & Jessica Klein | 11 kwietnia 1991     | 12 listopada 1994 (TVP1) 21 stycznia 1996 (TVP2)                        |
| Brandon ma przeprowadzić wywiad z Rogerem Azarianem do cyklu "Blaze", w którym prezentowane są sylwetki uczniów ostatniej klasy. Uzdolniony Roger jest sportowcem, ale przytłaczają go dokonania ojca. Chłopak prosi Brandona, aby przeczytał scenariusz, który sam napisał. Brandon nie może otrząsnąć się po jego lekturze. Tekst zawiera wiele autobiograficznych wątków i kończy się morderstwem bohatera na własnym ojcu. Z powodu złych wyników na teście Donna postanawia przestać być grzeczna i układna. |    |                                              |                           |                                 |                      |                                                                         |
| 20 | 20 | Spring Training                              | Burt Brinckerhoff         | Charles Rosin                   | 25 kwietnia 1991     | 19 listopada 1994 (TVP1) 28 stycznia 1996 (TVP2)                        |
| Brenda wraca z joggingu z psem, który nie chce jej opuścić. Ojciec nie zgadza się na to, aby dziewczyna go zatrzymała. Brenda postanawia znaleźć psu dom, aby nie oddawać go do schroniska. Brandon i Steve przejmują treningi małej ligi, gdy prowadzący je Jim doznaje kontuzji na boisku. Brandonowi nie podobają się stosunki panujące w drużynie oraz wpływy prezesa ligi. Chłopak organizuje mecz towarzyski z drużyną dzieci z biednej dzielnicy. Gdy jeden z graczy ubliża przeciwnikowi, a Steve odmawia usunięcia go z boiska, Brandon sprzeciwia się temu. |    |                                              |                           |                                 |                      |                                                                         |
| 21 | 21 | Spring Dance                                 | Darren Star               | Darren Star                     | 2 maja 1991          | 26 listopada 1994 (TVP1) 4 lutego 1996 (TVP2)                           |
| Brenda namawia Andreę, żeby zaprosiła Brandona na szkolny bal, ale ubiega ją Kelly. Steve zaprasza Donnę, wystrojoną w wyszukaną suknię, która uniemożliwia jej siadanie i tańczenie. Chłopak ignoruje dziewczynę, upija się i złości się, widząc Kelly z Brandonem. Ta wyznaje Brandonowi, że jest w nim zakochana. Steve wyjawia, że dziś są jego urodziny i niedawno dowiedział się, że jest adoptowany. Liczył na to, że Kelly będzie pamiętała, że to dla niego szczególny dzień, ale dziewczyna była zbyt pochłonięta walką o tytuł królowej balu. |    |                                              |                           |                                 |                      |                                                                         |
| 22 | 22 | Home Again                                   | Charles Braverman         | Amy Spies                       | 9 maja 1991          | 3 grudnia 1994 (TVP1) 11 lutego 1996 (TVP2)                             |
| Jim otrzymuje propozycję awansu, która wiąże się z powrotem do Minneapolis. Początkowo mężczyzna ją odrzuca, mając na względzie oczekiwania rodziny. Zmienia jednak zdanie, gdy szef podwaja ofertę finansową. Brandonowi wydaje się, że Steve go unika. Brenda również czuje, że Kelly i Donna ją ignorują. Dylan chce kontynuować związek z Brendą, ale dziewczyna z nim zrywa. Kelly organizuje przyjęcie pożegnalne. Jim wzrusza się, widząc, jak silne uczucia wywołuje rozstanie u jego dzieci i ich przyjaciół. Podejmuje decyzję o odrzuceniu awansu. |    |                                              |                           |                                 |                      |                                                                         |